# Избори за Сенат Краљевине Југославије 1935.
Допунски избори за Сенат Краљевине Југославије су извршени 3. фебруара 1935. пошто је половини сенатора истекао мандат 2. јануара 1935.
На својој седници од 28. октобра 1934. године Сенат је коцком одредио сенаторе којма ће мандат престати. Број тих сенатора носи 23.
По бановинама на накнадним изборима имали су да се бирају: у Дравској Бановини 3 сенатора, Савској 2, Врбаској 2, Приморској 1, Дринској 3, Зетској 3, Дунавској 3, Моравској 4, Вардарској 2.

## Изабрани сенатори
за Дунавску Бановину:
- Богољуб Јевтић, министар председник и министар иностраних послова;
- Милан Марјановић, адвокат из Пожаревца и бивши сенатор;
- Антун Видаковић, економ из Суботице и бивши сенатор.

за Вардарску Бановину:
- Јован Алексић, директор гимназије у пензији;
- Серафим Крстић, прота из Охрида.

за Дунавску Бановину:
- Марко Радуловић, председник Великог суда и бивши сенатор;
- Андра Кујунџић, народни посланик;
- Ђуро Вукотић, председник окружног суда у пензији, из Никшића.

за Врбаску Бановину:
- Васа Глушац, бивши сенатор;
- Асим Алибеговић, бивши сенатор из Дервенте.

за Моравску Бановину:
- Веља Поповић, министар унутрашњих дела;
- Милан Симоновић, бивши министар и адвокат из Крушевца;
- Крста Радовановић, бивши сенатор из Неготина;
- др. Душан Стевчић, лекар из Пирота.

за Дринску Бановину:
- Атанасије Шола, бивши сенатор;
- Павле Вујић;
- Иво Врапић.

за Приморску Бановину:
- др. Грга Анђелиновић, .

за Дравску Бановину:
- др. Драго Марушич, министар социјалне политике и народног здравља;
- др. Алберт Крамер, министар на расположењу и генерални секретар Југословенске националне странке;
- Иван Пуцељ, министар на расположењу.

за Савску Бановину:
- Петар Теслић, бивши сенатор из Сиска;
- др. Јосип Немец.[1]